# Paul Beneke
Paul Beneke o Benecke (prima metà del XV secolo – 1480 circa) è stato un politico e corsaro tedesco.
Fu membro del consiglio cittadino della città anseatica di Danzica.

## Vita e carriera
La data di nascita e quella di morte di Paul Beneke non sono certe, ma vanno entrambe situate nel XV secolo. Della sua famiglia sono note una moglie di nome Margreta e una figlia di nome Elsbeth.
Paul Beneke si distinse già in giovane età nelle spedizioni navali organizzate dalla Lega anseatica contro i suoi rivali nel Mare del Nord e nel Baltico. Nel 1455 partecipò ad una battaglia navale contro i danesi presso Bornholm e nel 1466 prese parte ad un assalto ad Anholt.
Quando si manifestarono le prime ostilità che avrebbero portato allo scoppio della guerra anglo-anseatica (1469-1474), Paul Beneke si fece un nome sconfiggendo una flotta inglese nel 1468. Divenne un temuto corsaro e guidò numerose scorrerie contro navi e insediamenti inglesi, senza farsi troppi scrupoli nel colpire anche imbarcazioni che battevano bandiere di paesi neutrali. Il suo primo successo di rilievo fu del 1470, quando con la sua nave Mariendrache catturò l'inglese John of Newcastle. Nel 1471 fece prigioniero il sindaco di Dover, che aveva cercato di ingannare il corsaro issando una bandiera francese, e incendiò diciotto navi inglesi ancora alla fonda. Nel 1472 Lubecca, la città anseatica che maggiormente aveva voluto la guerra contro l'Inghilterra, lo promosse a capitano della nave Peter von Danzig e gli offrì una paga, ma Beneke scelse di diventarne comproprietario. L'anno dopo nel Mare del Nord Beneke catturò la galea San Matteo, di proprietà dell'Inghilterra, ma registrata a nome del banchiere italiano Tommaso Portinari. In quell'occasione mise le mani sul prezioso Trittico del Giudizio Universale di Hans Memling, che il corsaro portò come bottino a Danzica. I proprietari ricorsero alla corte pontificia per ottenere indietro l'opera, ma le autorità di Danzica si rifiutarono ed essa fu donata dal sindaco Reinhold Niederhoff alla Basilica di Santa Maria. In un'altra occasione Beneke, profittando dei torbidi della guerra delle due rose, riuscì a fare prigioniero il lord sindaco di Londra, che cercava di rientrare in Inghilterra dalla Francia a bordo di una nave battente bandiera borgognona, la San Tommaso. A seguito di ciò il duca di Borgogna Carlo il Temerario ritirò il suo sostegno verso i corsari anseatici, giacché l'attuale re d'Inghilterra, Edoardo IV, era suo cognato. La guerra anglo-anseatica ebbe alfine termine nel 1474 con il trattato di Utrecht.
| Controllo di autorità | VIAF (EN) 62768537 · CERL cnp01143806 · GND (DE) 135659760 |